# Саввинский сельский округ (Одинцовский район)
Саввинский сельский округ — упразднённая административно-территориальная единица, существовавшая на территории Одинцовского района Московской области в 1994—2006 годах.
Саввинский сельсовет был образован в первые годы советской власти. По данным 1919 года он входил в состав Ягунинской волости Звенигородского уезда Московской губернии.
15 апреля 1921 года Саввинский с/с был передан в Ивано-Шныревскую волость.
В 1923 году к Саввинскому с/с был присоединён Дютьковский с/с.
13 октября 1925 года из Саввинского с/с был выделен Ново-Александровский с/с.
В 1926 году Саввинский с/с включал село Новоалександровское, деревни Дютьково и Саввинская Слобода.
В 1929 году Саввинский сельсовет вошёл в состав Звенигородского района Московского округа Московской области.
17 июля 1939 года к Саввинскому с/с был присоединён Ягунинский сельсовет (селения Иваньево, Рыбушкино и Ягунино).
14 июня 1954 года к Саввинскому с/с был присоединён Шиховский сельсовет.
7 декабря 1957 года Звенигородский район был упразднён и Саввинский с/с был передан в Кунцевский район.
28 июля 1960 года в связи с упразднением Кунцевского района Саввинский с/с был передан в восстановленный Звенигородский район.
1 февраля 1963 года Звенигородский район был упразднён и Саввинский с/с вошёл в Звенигородский сельский район. 11 января 1965 года Саввинский с/с был передан в новый Одинцовский район.
27 декабря 1968 года из Саввинского с/с в Шараповский были переданы селения Луцино, Новое Шихово, Шихово, а также посёлок АН СССР.
27 ноября 1986 года из Саввинского с/с в черту города Звенигорода был передан посёлок санатория Министерства обороны СССР. Одновременно в административное подчинение Звенигороду были переданы селение Дютьково и посёлок железнодорожной станции Дюдьково.
3 февраля 1994 года Саввинский с/с был преобразован в Саввинский сельский округ.
3 августа 2004 года в Саввинском с/о посёлок детского городка «Лесные Поляны» был присоединён к деревне Иваньево.
В ходе муниципальной реформы 2004—2005 годов Саввинский сельский округ прекратил своё существование как муниципальная единица. При этом все его населённые пункты были переданы в Сельское поселение Ершовское.
29 ноября 2006 года Саввинский сельский округ исключён из учётных данных административно-территориальных и территориальных единиц Московской области.